# Cazarrecompensas

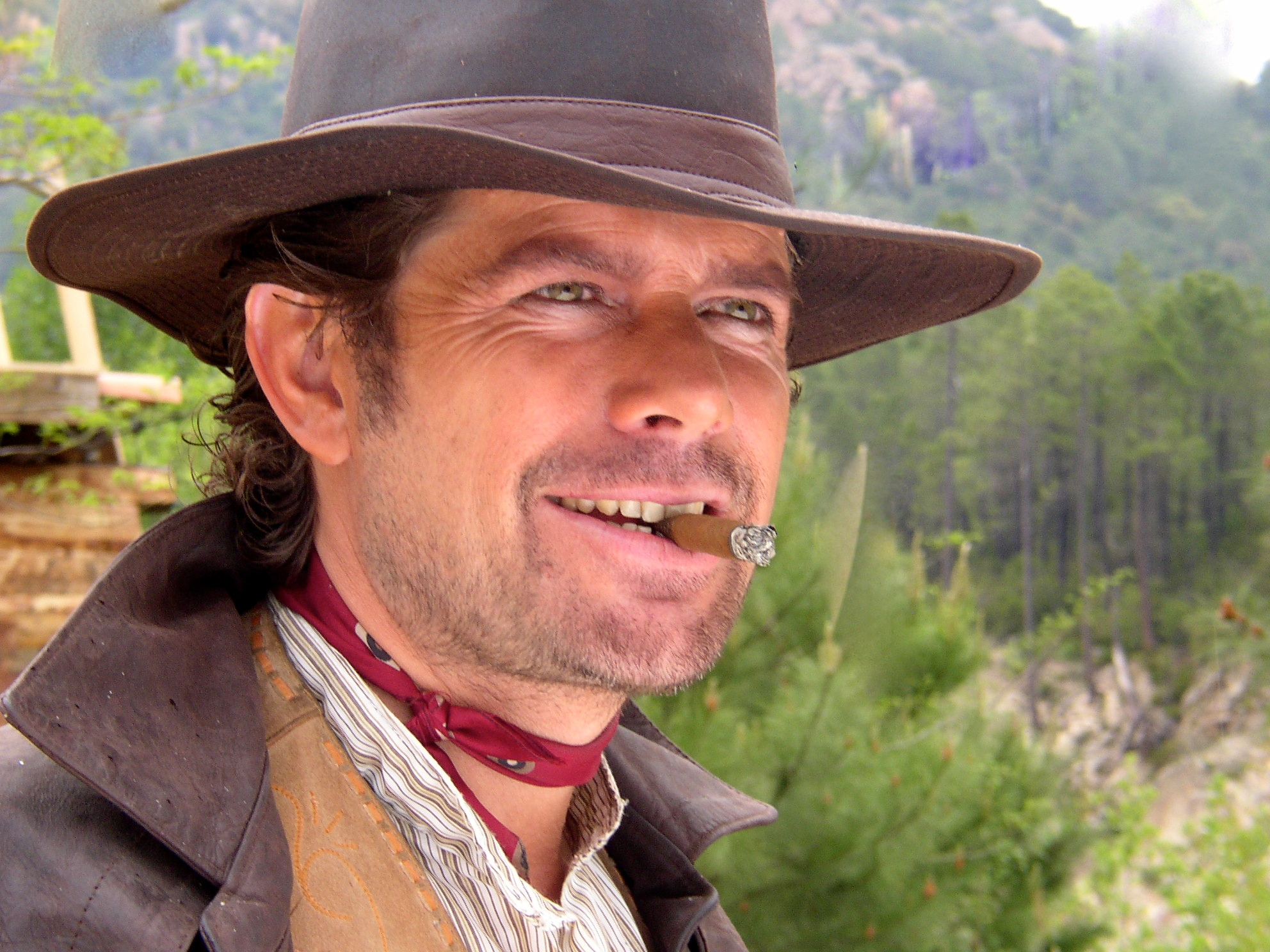
El actor francés Charles Dubois interpretando a un cazarrecompensas en el corto Il était une fois dans l'Ouest de la Corse (2004).

Un cazarrecompensas es una persona que trabaja para cobrar el dinero que se ofrece como recompensa, especialmente por la persecución y detención de delincuentes.

## Leyes sobre cazarrecompensas

### Estados Unidos
En el sistema legal de Estados Unidos, el Tribunal Supremo en 1873, en el caso Taylor vs. Taintor, estableció que aquella persona que custodia a un acusado y ha participado en su fianza, tiene amplios derechos para recuperar a esa persona en caso de que no se presente al juicio. La mayoría de los cazarrecompensas trabajan para un fiador. El cazarrecompensas cobra parte de la fianza inicialmente pagada por el fugitivo. Si el fugitivo elude el juicio, el fiador, no el cazarrecompensas, es responsable por el resto de la fianza del fugitivo.
De esta forma, el cazarrecompensas es la forma que tienen los fiadores de que su cliente asista al juicio. En los EE. UU., los cazarrecompensas atrapan unos 31.500 fugitivos al año, un 90 % de los que quebrantan la obligación de asistir a juicio (y estaban cubiertos por este tipo de fianzas).
Las leyes que rigen esta figura varía de estado en estado, aunque en general son parecidas. Así, en la mayoría de los estados pueden entrar en la propiedad privada del fugitivo sin orden judicial para realizar el arresto. En algunos estados no se le exige ningún entrenamiento ni estar en posesión de ninguna licencia, siendo solo necesario un documento expedido por el fiador, como que actúa en su nombre. En otros estados se les exige un curso de entrenamiento, en otros no pueden llevar armas de fuego, etc.
En Kentucky no pueden operar, pues no existe la figura del fiador. En Luisiana se les exige llevar ropas identificativas.
Así, los fugitivos procuran evadirse a estados donde los derechos de los cazarrecompensas están más limitados para actuar.